# Halloville
Halloville település Franciaországban, Meurthe-et-Moselle megyében. Lakosainak száma 65 fő (2022. január 1.). Halloville Ancerviller, Barbas, Harbouey, Montreux és Nonhigny községekkel határos.

## Népesség
A település népességének változása:
| Lakosok száma | 81   | 62   | 63   | 64   | 74   | 76   | 71   | 66   | 65   | 65   |
|               | 1968 | 1982 | 1990 | 2006 | 2013 | 2015 | 2017 | 2019 | 2020 | 2022 |